# 天主教蘇爾坦貝特教區
天主教蘇爾坦貝特教區 （拉丁語：Dioecesis Sultanpetensis）是羅馬天主教的一個位於印度喀拉拉邦中部伯拉卡德縣的教區，受韋拉博利總教區管轄。
教區成立於2013年12月28日，2013年有教友30,975名，佔轄區總人口百分之0.7。由卅二司鐸名管理廿一個堂區。現任教區主教為伯多祿·阿比爾·安多尼薩米。